# Route P30 (Lettonie)
Pour les articles homonymes, voir P30.
La route P30 (Autoceļš P30) est une  route régionale de Lettonie reliant Cēsis à Madona.
Elle mesure 85,7 km.

## Tracé
La route P30 Cēsis—Vecpiebalga—Madona est une route régionale lettone qui relie Cēsis via Priekuļi à la route A2, puis traverse Vecpiebalga et se termine à Madona.
La route a une longueur de 85,7 km et elle traverse les novads de Cēsis et Madona.